# Angie Hernández
Angie Carolina Hernández (ur. 21 maja 1993) – kolumbijska lekkoatletka, tyczkarka.

## Osiągnięcia
| Rok  | Impreza                                            | Miejsce  | Pozycja    | Wynik |
| ---- | -------------------------------------------------- | -------- | ---------- | ----- |
| 2010 | Mistrzostwa Ameryki Południowej juniorów młodszych | Santiago | 1. miejsce | 3,80  |
| 2011 | Mistrzostwa Ameryki Południowej juniorów           | Medellín | 1. miejsce | 3,70  |

## Rekordy życiowe
- Skok o tyczce – 3,95 (2012)